# Spoorlijn Ihrhove - Westrhauderfehn
De Spoorlijn Ihrhove - Westrhauderfehn was een spoorlijn tussen Ihrhove en Westrhauderfehn, in de Duitse deelstaat Nedersaksen.

## Geschiedenis
De lijn werd geopend door de Kleinbahn Ihrhove-Westrhauderfehn GmbH (IW) op 3 november 1912.
Een drietal organen was als aandeelhouder in de onderneming vertegenwoordigd, namelijk de Pruisische Staat, de Provincie Hannover en de Landkreis Leer. Het Land Nedersaksen nam na de Tweede Wereldoorlog de aandelen over van de Pruisische Staat en de Provincie Hannover, maar gaf deze in 1970 terug aan de onderneming. Op 1 juli 1973 werd de onderneming hernoemd in Verkehrsbetriebe des Landkreis Leer, met Rhauderfehn als standplaats. Deze onderneming beheerde tevens een omvangrijk netwerk van bussen.

## Bedrijfsvoering
De bedrijfsvoering geschiedde in eerste instantie door de onderneming zelf, na 1 april 1947 door de Landeskleinbahnamt Hannover. Na de opheffing van de onderneming op 1 oktober 1959 nam de Bentheimer Eisenbahn, tot aan het einde in 1973, de bedrijfsvoering over.
Omdat de Kleinbahn al snel sterke concurrentie van een buslijn ondervond werd in 1929 een eigen busbedrijf opgericht.
Sinds 2 oktober 1949 reden enige treinen door naar Leer, maar het personenvervoer bleef een zorgenkind en werd daarom per 27 mei 1961 beëindigd; het goederenvervoer werd nog tot 31 maart 1973 voortgezet, in de omgeving van het station Ihrhove zelfs tot 1979.

## Omgeving
In Ihrhove, dat tegenwoordig in de gemeente Westoverledingen ligt, splitst zich het traject naar Groningen van de spoorlijn Hamm - Emden af. Het 11 kilometer lange traject ontsloot het Overledingerland tussen de Eems en het Langholter dal. Na het verwijderen van de bovenbouw in 1974 werd een deel van het traject ingericht als voetpad. In het begin van 2008 zijn ook de resterende sporen ter hoogte van de voormalige aansluiting verwijderd.